# Asha Ward
Asha Ward es una comediante y escritora estadounidense. En 2022, se convirtió en la escritora más joven en la historia del programa Saturday Night Live.

## Familia y primeros años
Ward, cuya familia es de Trinidad, se crio en Maryland. Sus padres se divorciaron cuando ella era joven.

## Carrera
Ward se interesó en la comedia después de tomar una clase de improvisación a la edad de 17 años Se graduó de Columbia College Chicago en 2021 con una licenciatura en escritura y actuación de comedia. Como muchos lugares de comedia en Chicago habían cerrado durante la pandemia de COVID-19, abandonó la ciudad poco después y se quedó con familiares en Baltimore y Queens hasta que pudo permitirse alquilar una habitación propia en Brooklyn.
Ward trabajaba durante el día como recepcionista y por la noche como comediante cuando consiguió una reunión con Ego Nwodim, miembro del elenco de Saturday Night Live. Ward fue contratada para escribir para SNL en diciembre de 2022. En 2023, fue nominada a un premio Primetime Emmy por mejor guion de una serie de variedades.
En 2023, Ward fue seleccionada por el festival de comedia Just for Laughs como una de sus «Nuevas caras de la comedia».
En marzo de 2024, Ward apareció en un especial de comedia de Netflix, Gender Agenda, presentado por Hannah Gadsby y que también incluía a los comediantes de género queer Jes Tom, Alok, Chloe Petts, DeAnne Smith, Krishna Istha y Mx. Dahlia Belle.